# Sistema Agrosilvopastoril de las Montañas de León
El Sistema Agrosilvopastoril de las Montañas de León, conocido como SIPAM Montañas de León, es reconocido como Sistema Importante del Patrimonio Agrícola Mundial por la Organización de las Naciones Unidas para la Alimentación y la Agricultura en noviembre de 2022, lo que supone un reconocimiento a unos agroecosistemas que se han mantenido durante siglos, contribuyendo directamente a la seguridad alimentaria y el sustento de las comunidades locales, enmarcándose en un espacio alejado de la globalización urbanística, degradación medioambiental y la presión demográfica de los grandes núcleos de población.
El SIPAM Montañas de León es de más de 10 000 kilómetros cuadrados, resultando el tercero más grande del mundo después de la reserva de los Masái Mara en Kenia y de la Milpa Maya, que abarca toda la península del Yucatán (México).

## Características
Una de las principales características del SIPAM Montañas de León es la diversidad de usos del suelo que se da en su amplio territorio, con bosques (castañares, hayedos, abedules, enebros, robledales...), pastos y zonas de cultivo, generando un espacio de convivencia de agricultura, ganadería, silvicultura, recolección, caza y pesca en un mismo espacio, lo que que le otorga a la zona un gran valor agroecológico.
Así, se destacan sus sistemas agrícolas tradicionales, la principal fuente de alimentos e ingresos para unos dos millones de personas, desde la época romana hasta la diversidad generada a lo largo de los siglos, en forma de cultivos y ganadería para el mejor aprovechamiento del espacio y el tiempo.
Ello propicia una gran agro-biodiversidad, basada en los sistemas de conocimiento local y tradicional, junto a una cultura y sistemas de valores y organizaciones sociales que juegan un papel clave en el equilibrio de los objetivos ambientales y socioeconómicos, en el fortalecimiento de la resiliencia y la capacidad reproductiva de todos los elementos y procesos fundamentales para el funcionamiento del sistema agrícola, todo ello enmarcado en un paisaje de gran belleza y reconocimiento que aportan las siete Reservas de la Biosfera que se integran en este espacio, conviviendo todo ello en directa armonía con los sistemas agrícolas de los pueblos que las componen, constituyendo «un territorio único que reúne componentes difíciles de encontrar en otros lugares del mundo».

## Geografía
El SIPAM Montañas de León se sitúa en la vertiente sur de la parte occidental de la cordillera Cantábrica, con una orografía que oscila entre los 500 m. sobre el nivel del mar y los 2 600  m s. n. m., y en la que se combinan amplios valles intramontañosos con abruptas montañas, situándose esta zona, con una superficie de más de 10 000 kilómetros cuadrados, en la convergencia de las áreas climáticas mediterránea (con matices continentales) y atlántica de la península ibérica, una transición que se refleja en su vegetación y cultivos, lo que unido a su accidentada orografía, ha contribuido a configurar una realidad agrosilvopastoril, sus paisajes y la cultura e identidad de su población, considerada singular.

### Municipios en SIPAM Montañas de León
El territorio del SIPAM Montañas de León lo conforman 97 municipios, junto al Consejo Comarcal de El Bierzo, bajo la presidencia de la Diputación de León.
- Acebedo
- Almanza
- Arganza
- Balboa
- Barjas
- Bembibre
- Benuza
- Berlanga del Bierzo
- Boca de Huérgano
- Boñar
- Borrenes
- Brazuelo
- Burón
- Cabañas Raras
- Cabrillanes
- Cacabelos
- Camponaraya
- Candín
- Carmenes
- Carracedelo
- Carrocera
- Carucedo
- Castrillo de Cabrera
- Castrocontrigo
- Castropodame
- Cea (Riocamba)
- Cebanico
- Cistierna
- Congosto
- Corullón
- Crémenes
- Cuadros
- Cubillas de Rueda
- Cubillos del Sil
- Encinedo
- Fabero
- Folgoso de la Ribera
- Garrafe de Torio
- Gradefes
- Igüeña
- La Ercina
- La Pola de Gordón
- La Robla
- La Vecilla
- Las Omañas
- Los Barrios de Luna
- Lucillo
- Luyego
- Maraña
- Matallana de Torío
- Molinaseca
- Murias de Paredes
- Noceda del Bierzo
- Oencia
- Oseja de Sajambre
- Palacios del Sil
- Páramo del Sil
- Peranzanes
- Ponferrada
- Posada de Valdeón
- Prado de la Guzpeña
- Priaranza del Bierzo
- Prioro
- Puebla de Lillo
- Puente de Domingo Flórez
- Quintana del Castillo
- Quintana y Congosto
- Reyero
- Riaño
- Riello
- Rioseco de Tapia
- Sabero
- San Emiliano
- Sancedo
- Santa Colomba de Curueño
- Santa Colomba de Somoza
- Santa María de Ordás
- Sena de Luna
- Sobrado
- Soto y Amío
- Toral de los Vados
- Toreno
- Torre del Bierzo
- Trabadelo
- Truchas
- Valdelugueros
- Valdepiélago
- Valderrueda
- Valdesamario
- Vega de Espinareda
- Vega de Valcarce
- Vegacervera
- Vegaquemada
- Vegas del Condado
- Villablino
- Villafranca del Bierzo
- Villagaton
- Villamanin

### Reservas de la Biosfera

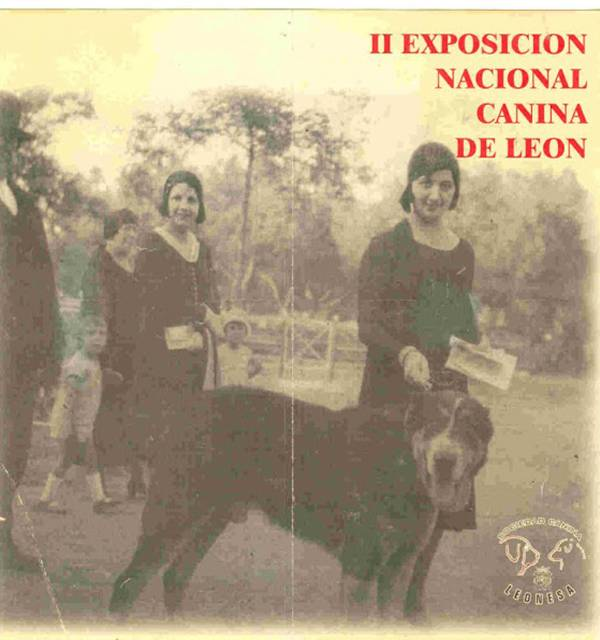
II Exposición canina de León - 1927
Mastín leonés

En este territorio se integran las siguientes Reservas de la Biosfera:
- Reserva de la biosfera del Alto Bernesga
- Reserva de la biosfera de los Ancares Leoneses
- Reserva de la biosfera de Babia
- Reserva de la biosfera del Valle de Laciana
- Reserva de la biosfera de Los Argüellos
- Reserva de la biosfera de los Valles de Omaña y Luna
- Parque Regional de los Picos de Europa (forma parte del Parque nacional de Picos de Europa)

## Repercusiones
El Sistema de Patrimonio Agrícola de Importancia Mundial (SIPAM) implica no solo paisajes naturales singulares, sino también prácticas agrícolas que generan medios de vida en las zonas rurales y que combinan biodiversidad, ecosistemas resilientes y tradición e innovación de una manera única.
Estas características, y teniendo en cuenta que el reconocimiento como SIPAM no conlleva inversiones específicas —no cuenta con una dotación económica de la FAO, quien hace ese reconocimiento— abre muchas posibilidades, siendo los principales beneficios de carácter intangible, propiciando un sello, distinción o reconocimiento, que aporta «reputación y visibilidad» a toda la zona, sin imponer ninguna restricción en el territorio al que afecta, que en el caso de la montaña leonesa es de más de 10 000 kilómetros cuadrados.